# 영원중학교
영원중학교(永元中學校)는 대한민국 서울특별시 영등포구 영등포동에 있는 공립 중학교이다.

## 학교 연혁
- 1950년 5월 24일 : 영등포여자중학교 설립인가
- 1950년 5월 24일 : 초대 손정순 교장 취임
- 1999년 3월 1일 : 영등포여중학교 설립인가
- 1999년 3월 1일 : 남여 공학으로 38학급 편성
- 2022년 2월 11일 : 제70회 졸업식 176명(남 93명, 여 83명)
- 2022년 3월 1일 : 제73회 입학식 147명(남 77명, 여 70명)
- 2022년 9월 1일 : 제25대 강혜정 교장 취임

## 참고 자료
- 영원중학교 - 한국교육학술정보원 학교알리미